# 리처드 이스턴
리처드 이스턴(Richard Easton, 1933년 3월 22일 ~ 2019년 12월 2일)은 캐나다의 배우, 텔레비전 배우이다.
몬트리올에서 태어났으며 뉴욕에서 사망하였다.

## 영화
- 레볼루셔너리 로드 (2008년) - 하워드 기빙스 역
- 피자 (2005년)
- 에드 (2000년)
- 파인딩 포레스터 (2000년)
- 환생 (1991년) - 티모시 역
- 헨리 5세 (1989년)
- 디 아메리칸 익스피어리언스 (1988년)
- 오델로 (1953년)